# The Whip (film 1917)
The Whip è un film muto del 1917 diretto da Maurice Tourneur. Adattamento per lo schermo del lavoro teatrale del 1909 The Whip di Henry Hamilton e Cecil Raleigh.

## Trama
Il barone Sartoris e la sua amante, la signora D'Aquila, ospiti a casa del giudice Beverley, sono in combutta con Joe Kelly, un bookmaker. Quest'ultimo ha dei progetti su Diana, la figlia del giudice, che è invece innamorata di Brancaster. Per rovinare il rivale, Kelly - complice Sartoris - lo accusa presso di giudice di firmare degli assegni non coperti.
Brancaster, intanto, viene a sapere tramite Harry, un fantino, che The Whip, un cavallo velocissimo ma considerato inaffidabile perché bizzoso, è diventato negli ultimi tempi molto docile. Iscritto alle corse di Saratoga, potrebbe rivelarsi imbattibile. Così Brancaster punta su di lui da Kelly, il bookmaker. Sartoris, che ha compromesso Myrtle, la sorella del fantino, ricatta quest'ultimo minacciandolo di disonorare pubblicamente la sorella. Ma Myrtle rifiuta il patto. Sartoris, allora, progetta di distruggere la macchina che trasporta il cavallo. Brancaster salva The Whip, vince alle corse e ottiene la mano di Diana, nonché il rispetto del giudice che lo aveva mal giudicato.

## Produzione
Il film, girato nel 1916, fu prodotto dalla Paragon Films.

### Soggetto
Tratto dal lavoro teatrale The Whip di Henry Hamilton e Cecil Raleigh, fu in seguito adattato per lo schermo nel 1928 in un altro The Whip, diretto da Charles Brabin. La commedia originale, che aveva debuttato a Londra il 9 settembre 1909, negli Stati Uniti era andata in scena a Broadway per la prima volta il 22 novembre 1912 alla Manhattan Opera House.

## Distribuzione
Il film uscì nelle sale cinematografiche statunitensi il 25 marzo 1917. È stato riversato in video e distribuito in VHS.